# 漁業發展及援助基金
漁業發展及援助基金（葡文縮寫：FDAP），是負責對有助澳門特別行政區漁業發展的項目及活動給予援助的基金。基金由行政管理委員會管理。原屬於行政長官監督，2021年2月1日起改由運輸工務司監督。

## 職權
“漁業發展及援助基金”的宗旨為對有助澳門特別行政區漁業發展的項目及活動給予援助。
上款所指的項目及活動主要為：
- 有助提高漁業生產力的項目及活動；
- 改善漁業的經營條件的項目及活動；
- 有助漁業發展的研究和培訓項目及活動；
- 屬其職責範圍的其他活動。

## 組織法例
- 第3/2007號行政法規（2007年2月26日《澳門特別行政區公報》）核准漁業發展及援助基金。
- 第6/2023號行政法規（2023年2月27日《澳門特別行政區公報》）修改第3/2007號行政法規《漁業發展及援助基金》。

## 運作
漁業發展及援助基金由行政管理委員會管理。行政管理委員會由至少三名、最多五名成員組成，其中兩名成員分別為海事及水務局局長及財政局代表，前者擔任主席一職；行政管理委員會成員及其任期，由行政長官以批示委任和訂定。主席不在或因故不能視事時，由其法定代任人代任。行政長官在委任財政局代表及行政管理委員會其他成員時，亦委任有關代任人。主席在行政管理委員會成員中指定一名秘書及其代任人。

### 主席
主席由海事及水務局局長擔任，現任主席為黃穗文。

### 委員會成員
除主席之外，其餘四名成員包括財政局代表一人，目前為黃羨虹；其餘三人為郭虔、鄧應銓、蕭錦明。

## 支援
海事及水務局負責向漁業發展及援助基金提供行政及技術支援。